# Opsites
Opsites (en géorgien : ოფსიტე) est un nom mentionné deux fois par l'historien byzantin du VIe siècle Procope dans son œuvre Histoires ou Discours sur les Guerres (De Bellis), alors qu'il aborde les évènements liés à la guerre lazique (541-562) entre l'Empire byzantin et la Perse sassanide concernant le contrôle du royaume de Lazique dans le Caucase.

Carte du Lazique

Dans un premier passage, Procope mentionne, de façon anecdotique, qu'Opsites, oncle de Gubazès II, est « roi des Lazes ». Il est marié à Théodora, descendante d'un sénateur byzantin. Cette dernière, lors de la révolte contre Constantinople et alors qu'elle vivait parmi les Apsiles, est capturée par le général perse Nabedes, et emmenée en Perse.
Plus tard dans le récit de Procope, Opsites apparait comme dirigeant la partie est d'Abkhazie, un territoire au nord du Lazique (Sceparnas dirigeant l'ouest). Installé après que les Abkhazes ont rejeté le contrôle byzantin vers 550, Opsites les mène contre les Byzantins, dirigés par Jean Guzes et Uligagus. Ce dernier les battent et capturent leur fort de Trachea. Opsites fuit alors chez les Sabires, mais les membres de sa famille sont tous capturés.
L'opinion universitaire sur Opsites est divisée : les deux Opsites mentionnés par Procope sont-ils la même personne ? Le récit de Procope est-il véridique quand il le qualifie de roi du Lazique ? Si Opsites a vraiment été roi, cela ne peut avoir eu lieu qu'avant 541, lorsqu'il est attesté que Gubazès II est roi. Le professeur Cyrille Toumanoff estime que, dans les deux cas, Procope évoque la même personne, un membre de la famille royale de Lazique, devenu prince des Abkhazes. Cela serait d'autant plus probable que le Lazique et l'Abkhazie se soulèvent en même temps contre l'hégémonie byzantine, et que cette dernière a longtemps été sous suzeraineté des rois de Lazique.